# Phan Hiển Đạo
Phan Hiển Đạo (潘顯道, 1822-1864)hay Tấn Sĩ Đạo là danh sĩ và là quan nhà Nguyễn trong lịch sử Việt Nam.

## Tiểu sử
Ông sinh trưởng tại làng Vĩnh Kim Đông, huyện Kiến Hưng, tỉnh Định Tường; về sau đổi thành xã Vĩnh Kim thuộc huyện Châu Thành, tỉnh Mỹ Tho (nay là xã Dưỡng Điềm huyện Châu Thành - Tiền Giang). Cha của ông là Phan Hiển Tần đậu Tam trường thời chúa Nguyễn Ánh còn ở tại Gia Định, ra làm quan đến chức làm án sát tại tỉnh Gia Định. Đến đời Minh Mạng không biết bị tội gì mà mất chức rồi về quê vợ ở thôn Vĩnh Kim Đông (nay là xã Vĩnh Kim) chết trong sự ấm ức. Trên mộ bia còn ghi lại một câu đối chứa đựng sự trách móc "Quân ân bát thiên lý; Hương tình tam thập niên" (Nhờ ơn vua đi xa tám nghìn dặm: Tưởng tình quê hương (đã) ba mươi năm).
Thuở nhỏ Phan Hiển Đạo là người thông minh học giỏi. Gia đình bèn gởi ông ra kinh đô ở trọ nhà Tiến sĩ Phan Thanh Giản để tham học với nhiều nhà khoa bảng. Mặc dù dưới sự giám sát khắt khe của Phan Thanh Giản, nhưng nhân lúc rảnh rỗi Đạo lại thích theo đám vương tôn công tử học đờn ca và trở thành một người am tường âm nhạc ở chốn kinh thành. Ông nổi tiếng là người tài hoa phong nhã, giỏi âm nhạc, tuyệt diệu nhất là ngón đàn tranh.
Năm Đinh Mùi (1847), Phan Hiển Đạo nộp đơn vào trường thi Thừa Thiên, đậu cử nhân hạng ba rồi trở về quê tiếp tục ôn luyện chờ đại khoa.
Đến đời Tự Đức, nhà Nguyễn mở thi hội ân khoa năm Bính Thìn (1856). Ngày 14 tháng 9, khi Đạo còn đang làm bài thi, thì Phan Thanh Giản nhận được tin báo thân mẫu ông đã tạ thế tại quê nhà. Quy định thời bấy giờ, người có tang không được đi thi. Phan Thanh Giản thấy Phan Hiển Đạo đang có triển vọng; đồng thời trường thi hội lúc bấy giờ đã đến giờ phút chót "nội bất xuất ngoại bất nhập" nên quyết định ém nhẹm bức thư, chờ cho Đạo thi xong. Nhận được tin, đêm ấy, Phan Hiển Đạo cố gắng viết xong tờ sớ xin tội gửi vào Nội các, rồi lật đật ra bến tìm thuyền quá giang trở về quê cư tang.
Khoa thi này Phan Hiển Đạo đậu Đệ tam giáp tiến sĩ. Năm đó Phan Hiển Đạo mới 27 tuổi, là Tiến sĩ trẻ nhất. Tuy nhiên, đến ngày "truyền lô đãi yến" thì không thấy bóng dáng ông. Vua Tự Đức xem tờ sớ xin tội của Phan Hiển Đạo do Nội các dâng lên. Phát hiện ngày tháng ghi trong sớ, vua rất tức giận, nhưng một lúc sau thì nguôi dần và truyền sứ giả đem áo mũ Tiến sĩ ban cho Phan Hiển Đạo.
Mấy tháng sau, ơn vua về tới Chợ Giữa, nơi Phan Hiển Đạo đang cư tang. Ông lật đật mặc áo, hối gia nhân lập hương án quì mọp giữa trung đường. Trớ trêu thay bên cạnh cái vinh dự ấy lại kèm theo lời trách mắng của vua: Hà hữu Phan Hiển Đạo vi tử như thử, vi thần nhược hà?(Phan Hiển Đạo làm con như vậy, thì làm tôi như thế nào ?). Tương truyền lúc nhận áo mũ Tiến sĩ và đọc lời phê, ông đã té xỉu.
Sau ba năm, bệnh tình Phan Hiển Đạo nặng thêm, nhưng ở Định Tường đang thiếu chân Đốc học, các quan đầu tỉnh làm sớ đề nghị tuyển Phan Hiển Đạo bổ sung. Sau thời gian hậu bổ, Đạo được cử làm Đốc học Định Tường, hàm Biện Tu. Ông vừa rèn luyện chuyện thi cử  lại vừa dạy nhạc cho đám học trò mình như Học Lạc, Nhiêu Ninh, Nhiêu Phang...
Năm 1859, giặc Pháp tấn công thành Gia Định. Phan Hiển Đạo và các quan đầu tỉnh Định Tường gấp rút mộ quân kéo lên Gia Định tiếp ứng, được triều đình thăng thưởng hàm Thương Biện Tỉnh vụ. Nhưng sức khoẻ của ông lúc nầy đã yếu hơn, liệu không kham được trọng trách nên dâng sớ từ chức.
Tháng 4 năm 1861, Pháp chiếm Định Tường, sau đó đánh chiếm huyện lỵ Kiến Hưng, Kiến Hòa và Kiến Đăng... Anh hùng hào kiệt rút về lập đồn Tân Thành Mỹ Quí tiếp tục kháng chiến. Lúc bấy giờ Phan Hiển Đạo đang nằm dưỡng bệnh tại chợ Giữa, thì bất ngờ giặc Pháp đổ quân đóng đồn vàm Rạch Gầm và chợ Giữa. Biết ông là quan "cựu trào", giặc giở trò chiêu dụ, giặc sai Tôn Thọ Tường đến nhà "thỉnh" ông xuống Mỹ Tho xem hát, tặng cho áo mũ, cờ biểu rồi "mời" làm Đốc học Định Tường. Phan Hiển Đạo lấy cớ đang bị bệnh để từ chối.
Không ngờ giặc Pháp thâm độc tìm cách diệt trừ Phan Hiển Đạo bằng cách liên tiếp tung ra nhiều tin đồn thất thiệt. Trưởng đoàn lãnh sự nhà Nguyễn ở Gia Định Nguyễn Thành Ý báo cáo về triều rằng Phan Hiển Đạo đã ra làm quan cho giặc. Phan Hiển Đạo hoảng sợ viết thư minh oan gửi lên Kinh lược sứ Phan Thanh Giản lúc đó đang ở Vĩnh Long. Không ngờ Phan Thanh Giản lại có tư tưởng cực đoan, phê vào bức thư tám chữ "Thất thân chi nữ, hà dĩ vi trinh" (Con gái đã bị thất thân, sao cho là trinh được) gởi lại. Phan Hiển Đạo ân hận vì đã nhận quà của giặc, nên hổ thẹn ra mộ cha thắt cổ tự tử vào năm 1864.
Phan Thanh Giản còn báo cáo lên triều đình đề nghị xóa tên trong sổ, đục tên trên bia Tiến sĩ, ra chiếu thu hồi tất cả quan hàm của Phan Hiển Đạo.
Sách Đại Nam Thực lục chép, vua cho là Hiển Đạo từng mộ quân đánh Tây dương, Phan Thanh Giản chủ hòa, nói chưa chắc đã đúng bèn sai Lại Bộ hai tỉnh An Giang và Vĩnh Long điều tra kỹ lưỡng. Không ngờ các vị nầy cũng báo cáo và đề nghị giống như lời của Phan Thanh Giản. Cuối cùng vua Tự Đức kết luận "Danh tiết của một người sĩ phu, ta rất lấy làm thương tiếc nên phải xét rõ tâm tích mới được. Lại giao cho đình thần xét lại, cũng như Bộ bàn" rồi chuẩn cho truy đoạt chức hàm và bỏ tên trong sổ Tiến sĩ, đục bỏ tên trong bia Tiến sĩ đi.
Theo thông tin trên trang website tỉnh Tiền Giang, thì:
Năm 1861, quân Pháp đánh chiếm Định Tường, Phan Hiển Đạo lui về ở ẩn tại quê nhà để tỏ lòng bất hợp tác với quân xâm lược. Mấy lần thực dân Pháp sai Tôn Thọ Tường tới dùng danh lợi để mua chuộc, ông kiên quyết từ chối, nhưng vẫn bị người đời hiểu nhầm.
Năm 1864, để tỏ lòng tiết liệt với đất nước và nhân dân, ông uống thuốc độc quyên sinh lúc mới 42 tuổi.
Trên mộ ông ở Vĩnh Kim hiện vẫn còn dòng chữ:
Niên Pháp lang khấu Quốc thống vong công bất khuất
Tử tán ư Vĩnh Kim Đông chi Hương .

## Thông tin thêm
Theo Từ điển nhân vật lịch sử Việt Nam, thì:
Phan Hiển Đạo đỗ tiến sĩ, nhưng sau vì phạm lỗi bị đục bỏ tên trong bia tiến sĩ. Lúc Pháp chiếm ba tỉnh miền Đông Nam Kỳ (1862), ông nhận ngồi dạy học ở Mỹ Tho. Một hôm ông đến thành Vĩnh Long xin gặp Phan Thanh Giản để bàn về việc nước, việc dân. Nhưng khi đưa thư vào trình, ông Phan phê vào thư tám chữ:
Thất thân chi nữ, hà dĩ vi trinh, nghĩa là: Người con gái đã bị thất thân, sao còn gọi là trinh được.
Ngờ là quan Phan có ý chê trách khí tiết của mình, ông buồn bực trở về nhà uống thuốc độc mất.
Và trong sách Định Tường xưa cũng có đoạn liên quan đến cuộc đời ông. Lược kể: 
Phan Hiển Đạo ra Huế dự thi Hội, cha ông có gửi thư cho Phan Thanh Giản xin cho ông được ở nhờ. Thi sắp xong, thì có thư báo rằng mẹ ông đã mất. Sợ ông lỡ bước công danh, ông Phan không cho biết. Đến khi thi đỗ và hay được tin dữ, Phan Hiển Đạo liền làm bài biểu kèm theo lá thư báo tử để xin phép vua về cư tang cho mẹ. Nhận thấy thư báo đề trước ngày thi, vua Tự Đức tức giận mà phê trong chỉ rằng:
Hà hữu Phan Hiển Đạo vi tử như thế, vi thần nhược hà. Nghĩa là: Tại sao có Phan Hiển Đạo, làm con như thế, làm tôi thế nào?
Bị hàm oan, Phan Hiển Đạo chỉ còn biết than khóc.
- Hiện nay ở thành phố Mỹ Tho có một con đường mang tên ông.